# K.u.k. Kriegsschule
Die k.u.k. Kriegsschule, auch k.(u.)k. Kriegsschule war die höchste militärische Bildungseinrichtung zur Ausbildung und Weiterbildung von Generalstabsoffizieren im Kaisertum Österreich und später in der Österreichisch-Ungarischen Monarchie. Die k.u.k. Kriegsschule entsprach gemäß Zweckbestimmung, Auftrag und Lehrinhalten zur damaligen Zeit eher einer Kriegsakademie.

## Geschichte
Kaiser Franz Joseph I. befahl die Gründung der Kriegsschule nach einem Vortrag des Generalquartiermeisters Feldzeugmeister Heinrich Freiherr von Heß.

## Standort
Bei Gründung, 1852, war der erste Standort das Feldvikariatsgebäude beim Franzenstor (heute: Teinfaltstraße). Im Jahr 1853 verlegte die k.u.k. Kriegsschule vorübergehend das Gebäude der ehemaligen Gewehrfabrik in der Währinger Straße 11–13 im 9. Wiener Gemeindebezirk Alsergrund. Durch die Verlegung in die Stiftskaserne hatte sie ein eigenes Gebäude.
Das folgende Gebäude befand sich in der Lehargasse 4 im 6. Wiener Gemeindebezirk und wurde 1865 nach Plänen von Hauptmann L. Weeger vom Geniestab errichtet. 1875, 1895 und 1900 mussten Erweiterungsbauten errichtet werden, da die Zahl der auszubildenden Offiziere der k.u.k. Armee immer weiter anstieg. Nach dem Ersten Weltkrieg übernahm die Technische Universität Wien die Gebäude der Kriegsschule und des benachbarten Technischen Militärkomitees (das einstige Geniedirektionsgebäude).
Zwischen 1965 und 1970 wurde auf dem Grundstück nach Plänen von Karl Kupsky (1906–1984) das „Chemie-Hochhaus“ errichtet.

## Institution
Die k.(u.)k. Kriegsschule stand in der Hierarchie der militärischen Ausbildungsstätten in den Streitkräften der Österreichisch-Ungarischen Monarchie über der Theresianischen Militärakademie, der Technischen Militärakademie und der Marineakademie an höchster Stelle. Sie wurde 1852 geschaffen, um Offiziere aller Waffengattungen für höhere Posten, den Generalstab und höhere Adjutanturen auszubilden.
Bewerber für eine Ausbildung an der Kriegsschule mussten zwei Jahre Dienst bei der Truppe abgeleistet haben, durften nicht älter als 26 Jahre alt sein und mussten eine Vorprüfung, die der Abgangsprüfung von der Akademie in Wiener Neustadt entsprach, bestehen. Von den oft bis zu tausend Teilnehmern konnten dann 200 bis 400 Bewerber, die den Test bestanden, an der folgenden schriftlichen und mündlichen Hauptprüfung, die jährlich in Wien abgehalten wurde, teilnehmen. Diese Prüfung dauerte vier Tage und soll sich nach Aussagen vieler Teilnehmer durch hohe Korrektheit und Objektivität ausgezeichnet haben. Um das Jahr 1880 wurden ungefähr 50 Kriegsschüler aufgenommen; die Zahl schwankte im Laufe der Jahre. Eine Ausnahme bildete die Tatsache, dass auf ungarischen Druck hin in späteren Jahren acht Honvéd-Offiziere ohne die Zulassungsprüfung aufgenommen wurden.
Die Ausbildungszeit betrug zu Beginn zwei Jahre, unter Conrad von Hötzendorf dann drei Jahre. Nach der Beendigung der Ausbildungszeit wurde der gesamte Unterrichtsstoff geprüft; die Beurteilung erfolgte schriftlich. Der sehr umfangreiche Lehrplan legte sowohl Wert auf körperliche Ertüchtigung als auch auf Sprachen und die Militärwissenschaften.
Erfolgreiche Prüflinge wurden zum Oberleutnant befördert und probeweise für zwei oder drei Jahre dem Generalstab zugeteilt, und jene, die sich bewährten, wurden schließlich im Rang eines Hauptmannes als regulärer Offizier dem Generalstab zugewiesen. Es erwies sich jedoch als Problem, dass jährlich nur an die 30 Offiziere zum Generalstab zugelassen wurden. Diejenigen Abgänger, die vergebens auf eine Bestellung warteten, mussten wieder zu ihren Regimentern zurückkehren und wurden dort in der Beförderungsliste niedriger gereiht als jene, die das Regiment nie verlassen hatten. 
In Friedenszeiten durften dem Generalquartiermeisterstab nur Absolventen der Kriegsschule zugeteilt werden.